# Gregor Gojmir Krek
Gregor Gojmir Krek, slovenski pravnik, sodnik, glasbenik, pedagog in akademik, * 27. junij 1875, Gradec, † 1. september 1942, Ljubljana.

## Življenjepis
Krek je imel odlično pravniško kariero; leta 1911 je postal dvorni tajnik (na Dunaju), leta 1918 pa je postal višji deželni sodni svetnik na takrat novo ustanovljenem sodišču v Ljubljani. Leta 1920 je postal redni profesor rimskega in civilnega prava na Pravni fakulteti v Ljubljani. Krek je bil tudi dekan Pravne fakultete (1920/21, 1926/27, 1934/35) in rektor Univerze v Ljubljani (1921/22).
Ob pomoči založnika Lavoslava Schwentnerja je ustanovil glasbeno revijo Novi akordi, ki je izhajala 13 let. V njej je izdal mnoge svoje skladbe (samospeve, klavirske, zborovske in komorne skladbe). Od 7. oktobra 1938 je bil redni član SAZU; med letoma 1939 in 1942 je bil tudi glavni tajnik te ustanove.
Njegov oče je bil slavist Gregor Krek.